# جون إل. لوس
جون إل. لوس (بالإنجليزية: John L. Loos)‏ هو مؤرخ أمريكي، ولد في 9 مارس 1918 في فريند في الولايات المتحدة، وتوفي في 25 سبتمبر 2011 في لافاييت في الولايات المتحدة.